# Bulbostylis
Bulbostylis är ett släkte av halvgräs. Bulbostylis ingår i familjen halvgräs.

## Bildgalleri

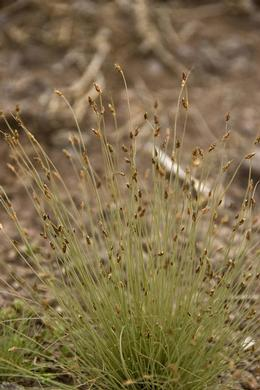

## Dottertaxa tillBulbostylis, i alfabetisk ordning[1]
- Bulbostylis abbreviata
- Bulbostylis abortiva
- Bulbostylis acutispicata
- Bulbostylis afromicrocephala
- Bulbostylis afro-orientalis
- Bulbostylis alpestris
- Bulbostylis amambayensis
- Bulbostylis andongensis
- Bulbostylis andringitrensis
- Bulbostylis angustispicata
- Bulbostylis arcuata
- Bulbostylis argentobrunnea
- Bulbostylis aspera
- Bulbostylis atrosanguinea
- Bulbostylis aturensis
- Bulbostylis barbata
- Bulbostylis basalis
- Bulbostylis bathiei
- Bulbostylis bodardii
- Bulbostylis boeckeleriana
- Bulbostylis boivinii
- Bulbostylis boliviana
- Bulbostylis bozumensis
- Bulbostylis brasiliensis
- Bulbostylis brevifolia
- Bulbostylis buchananii
- Bulbostylis burbidgeae
- Bulbostylis burchellii
- Bulbostylis capillaris
- Bulbostylis carajana
- Bulbostylis cardiocarpoides
- Bulbostylis ciliata
- Bulbostylis ciliatifolia
- Bulbostylis cinnamomea
- Bulbostylis cioniana
- Bulbostylis circinata
- Bulbostylis clarkeana
- Bulbostylis coleotricha
- Bulbostylis comorensis
- Bulbostylis conifera
- Bulbostylis conostachya
- Bulbostylis consanguinea
- Bulbostylis conspicua
- Bulbostylis contexta
- Bulbostylis craspedota
- Bulbostylis cruciformis
- Bulbostylis cupricola
- Bulbostylis curassavica
- Bulbostylis cylindrica
- Bulbostylis decaryi
- Bulbostylis densa
- Bulbostylis densicaespitosa
- Bulbostylis densiflora
- Bulbostylis distichoides
- Bulbostylis edwalliana
- Bulbostylis elegantissima
- Bulbostylis eleocharoides
- Bulbostylis emmerichiae
- Bulbostylis eriophora
- Bulbostylis erratica
- Bulbostylis eustachii
- Bulbostylis fasciculata
- Bulbostylis festucoides
- Bulbostylis filamentosa
- Bulbostylis fimbriata
- Bulbostylis fimbristyloides
- Bulbostylis firingalavensis
- Bulbostylis floccosa
- Bulbostylis fluviatilis
- Bulbostylis funckii
- Bulbostylis fusiformis
- Bulbostylis gardneriana
- Bulbostylis glaberrima
- Bulbostylis graminifolia
- Bulbostylis guaglianoneae
- Bulbostylis guineensis
- Bulbostylis haitiensis
- Bulbostylis hensii
- Bulbostylis heterostachya
- Bulbostylis hispaniolica
- Bulbostylis hispida
- Bulbostylis hispidula
- Bulbostylis humilis
- Bulbostylis humpatensis
- Bulbostylis igneotonsa
- Bulbostylis jacobinae
- Bulbostylis johnstonii
- Bulbostylis junciformis
- Bulbostylis juncoides
- Bulbostylis kanongaensis
- Bulbostylis labillardierei
- Bulbostylis lacunosa
- Bulbostylis laeta
- Bulbostylis lagoensis
- Bulbostylis lanata
- Bulbostylis laniceps
- Bulbostylis lanifera
- Bulbostylis lateritica
- Bulbostylis latifolia
- Bulbostylis laxispicata
- Bulbostylis leiolepis
- Bulbostylis leucostachya
- Bulbostylis lichtensteiniana
- Bulbostylis lineolata
- Bulbostylis loefgrenii
- Bulbostylis lolokweensis
- Bulbostylis lombardii
- Bulbostylis longiradiata
- Bulbostylis longispicata
- Bulbostylis macra
- Bulbostylis macroanthela
- Bulbostylis macrostachya
- Bulbostylis mahafalensis
- Bulbostylis major
- Bulbostylis malawiensis
- Bulbostylis medusae
- Bulbostylis megastachys
- Bulbostylis melanocephala
- Bulbostylis meruensis
- Bulbostylis micans
- Bulbostylis micranthera
- Bulbostylis microcarpa
- Bulbostylis microelegans
- Bulbostylis micromucronata
- Bulbostylis microrotundata
- Bulbostylis mlangoyajehenum
- Bulbostylis moggii
- Bulbostylis mozambica
- Bulbostylis mucronata
- Bulbostylis multispiculata
- Bulbostylis neglecta
- Bulbostylis nemoides
- Bulbostylis nesiotica
- Bulbostylis nesiotis
- Bulbostylis nudiuscula
- Bulbostylis oligostachys
- Bulbostylis oritrephes
- Bulbostylis ottonis
- Bulbostylis pachypoda
- Bulbostylis pallescens
- Bulbostylis paradoxa
- Bulbostylis paraensis
- Bulbostylis parvinux
- Bulbostylis pauciflora
- Bulbostylis perrieri
- Bulbostylis pilosa
- Bulbostylis pluricephala
- Bulbostylis pohliana
- Bulbostylis psammophila
- Bulbostylis pseudocollina
- Bulbostylis pseudojunciformis
- Bulbostylis pseudoperennis
- Bulbostylis pusilla
- Bulbostylis pyriformis
- Bulbostylis quaternella
- Bulbostylis rarissima
- Bulbostylis renschii
- Bulbostylis rhizomatosa
- Bulbostylis rotundata
- Bulbostylis rufescens
- Bulbostylis rugosa
- Bulbostylis rumokensis
- Bulbostylis scabra
- Bulbostylis scabricaulis
- Bulbostylis schaffneri
- Bulbostylis schimperiana
- Bulbostylis schlechteri
- Bulbostylis schoenoides
- Bulbostylis schomburgkiana
- Bulbostylis schraderiana
- Bulbostylis scirpoides
- Bulbostylis scleropus
- Bulbostylis scrobiculata
- Bulbostylis sellowiana
- Bulbostylis sepiacea
- Bulbostylis setacea
- Bulbostylis smithii
- Bulbostylis somaliensis
- Bulbostylis sphaerocarpa
- Bulbostylis sphaerocephala
- Bulbostylis splendens
- Bulbostylis squarrosa
- Bulbostylis stenocarpa
- Bulbostylis stenophylla
- Bulbostylis striata
- Bulbostylis striatella
- Bulbostylis subaphylla
- Bulbostylis subsphaerocephala
- Bulbostylis subspinescens
- Bulbostylis subtilis
- Bulbostylis surinamensis
- Bulbostylis swamyi
- Bulbostylis svensoniana
- Bulbostylis tanzaniae
- Bulbostylis taylorii
- Bulbostylis tenella
- Bulbostylis tenerrima
- Bulbostylis tenuifolia
- Bulbostylis thouarsii
- Bulbostylis trabeculata
- Bulbostylis trichobasis
- Bulbostylis trichoides
- Bulbostylis trilobata
- Bulbostylis trullata
- Bulbostylis truncata
- Bulbostylis tuerckheimii
- Bulbostylis turbinata
- Bulbostylis ugandensis
- Bulbostylis vanderystii
- Bulbostylis warei
- Bulbostylis vestita
- Bulbostylis viguieri
- Bulbostylis wilsonii
- Bulbostylis viridicarinata
- Bulbostylis wombaliensis
- Bulbostylis xerophila